# 香川県立大川東高等学校
香川県立大川東高等学校（かがわけんりつ おおかわひがしこうとうがっこう）は、香川県東かがわ市引田に所在した公立の高等学校。生徒数の減少により、2005年度から募集停止し、2007年3月31日に閉校した。実質的な前身の香川県立三本松高等学校引田分校（かがわけんりつさんぼんまつこうとうがっこう ひけたぶんこう）についても本項で記す。

## 設置学科
- 普通科
- 環境デザイン科

## 歴史

### 香川県立三本松高等学校引田分校
- 1948年4月1日 香川県立大川高等学校引田分校開校。定時制普通科・家庭科別科。
- 1949年4月20日 香川県立三本松高等学校引田分校に改称。
- 1952年4月1日 定時制農業科・家庭科設置。
- 1972年4月1日 定時制農業科造園科設置。
- 1976年4月1日 全日制農業科造園科・家庭科設置。
- 1984年3月31日 閉校。

### 香川県立大川東高等学校
- 1983年11月1日 香川県立大川東高等学校設置。全日制普通科・農業科造園科。
- 1984年4月1日 開校。
- 1986年3月31日 全日制家庭科廃止。
- 1998年4月1日 全日制農業科環境デザイン科設置。
- 2000年3月31日 全日制農業科造園科廃止。
- 2005年 生徒募集停止。
- 2007年3月31日 閉校。引田分校以来59年、大川東高校としては23年の歴史に幕を下ろした。

## 部活動
元オリンピック選手の市ヶ谷廣輝教諭が指導していたフェンシング部は、インターハイで2年連続個人女子優勝(2005年フルーレ･2006年サーブル)するなど全国トップクラスの強豪であった。
- 全国大会団体成績
  - 選抜大会　男子準優勝2004年、女子3位2003年、2006年
  - インターハイ　男子優勝2004年、女子優勝2003年

## 備考
- 本校関係の事務は三本松高校に移管されている。
- 閉校後、大川東高校の残存校舎に引田中学校、引田小学校、相生小学校が移転した。